# Cyathea moralesiana
Cyathea moralesiana är en ormbunkeart som beskrevs av A. Rojas. Cyathea moralesiana ingår i släktet Cyathea och familjen Cyatheaceae. Inga underarter finns listade.